# Melltjärnet
Melltjärnet är en sjö i Eda kommun i Värmland och ingår i Göta älvs huvudavrinningsområde. Sjöns area är 0,021 kvadratkilometer och den befinner sig 228 meter över havet.